# اوتو رولن
اوتو رولن (آلمانی: Otto Roelen؛ ۲۲ مارس ۱۸۹۷ – ۳۰ ژانویهٔ ۱۹۹۳) شیمی‌دان اهل کشور آلمان بود.